# Bendik (musiker)
Silje Halstensen, född 4 maj 1990, är en norsk musiker som är känd under artistnamnet Bendik. Hon har gett ut fyra album och har blivit nominerad till Spellemannpriset 2014, 2016 och 2019.

## Biografi
Silje Halstensen föddes i Bergen och bodde där de första sju åren av sitt liv, då hon och hennes mor flyttade.  Hennes pappa valde att bli kvar där på grund av sitt jobb på TV2. I Bodö gick hon musiklinjen på Bodø videregående skole. I samma klass gick även Petter Unstad från bandet Kråkesølv och Sondre Justad. Dessutom gick även managern till både Bendik och Sondre i den klassen. Hon har en bachelor-examen i musikteknologi från NTNU. Musikaliskt rör hon sig i landskapet mellan elektronisk musik och popmusik.
I 2007 startade hon den årliga festivalen Kjerringråkk i Bodö, i samarbete med Ingeborg Selnes. Intresset för konsertarrangemang och festivaler är ett intresse som har hängt kvar. Sedan 2012 har hon arbetat i Øyafestivalen i Oslo, först som PR-assistent, därefter gick hon vidare till att bli scenkoordinator och sedan 2015 är hon artistansvarig. 
Etter gymnasiet studerade hon musikproduktion på NTNU i Trondheim. Medan hon studerade där, blev hon utplockad av Mari Garås Monsson (som på den tiden jobbade på Urørt-redaktionen) först som "ambefaler" och senare blev låten "Igjen" vald till "Ukens Urørt". I efterhand har hon i en intervju med Kulturstripa i NRK P2 sagt att hade hon inte uppmärksammats av Urørt, hade hon valt att sluta med musik helt. För just där och då kände hon att utbildningen var svår. Den uppmärksamhet som med följde "Igjen" lede till att hon kom till finalen i Urørt 2012, samma år som Lemaitre var med i finalen. Silje Halstensen har sedan hon var 14 år haft Urørt-finalen som en dröm. Musikteknologisk utbildningen blev färdig samma år som debutalbumet gavs ut.
Hennes förklaring till att förändringen av hur hennes album låter är att hon har spelat in varje låt som om det hade varit hennes första. Att det sedan har blivit mer lugnare låtar under 2021 har hon sagt är på grund av att hon inte kan spela trummor. På grund av pandemin har hon suttit ensam och komponerat sina låtar.